# 施氏紅點鮭
施氏紅點鮭，為輻鰭魚綱鮭形目鮭科的其中一種，為溫帶淡水魚，分布於俄羅斯堪察加半島Kronotskoe湖流域，體長可達37.5公分，棲息在底中層水域，生活習性不明。

## 擴展閱讀
維基物種上的相關：施氏紅點鮭